# Fraccionamiento del Bosque
Fraccionamiento del Bosque är en ort i Mexiko.   Den ligger i kommunen Huayacocotla och delstaten Veracruz, i den sydöstra delen av landet, 140 km nordost om huvudstaden Mexico City. Fraccionamiento del Bosque ligger 2 152 meter över havet och antalet invånare är 106.
Terrängen runt Fraccionamiento del Bosque är kuperad åt sydväst, men åt nordost är den bergig. Runt Fraccionamiento del Bosque är det ganska glesbefolkat, med 42 invånare per kvadratkilometer. Närmaste större samhälle är Mezquititlán, 17,4 km väster om Fraccionamiento del Bosque. I omgivningarna runt Fraccionamiento del Bosque växer i huvudsak blandskog.